# Fumiaki Uto
| Asteroidi scoperti: 21 | Asteroidi scoperti: 21 | Asteroidi scoperti: 21 |
| ---------------------- | ---------------------- | ---------------------- |
| 7253 Nara              | 13 febbraio 1993       |                        |
| 7895 Kaseda            | 22 febbraio 1995       |                        |
| 8041 Masumoto          | 15 novembre 1993       |                        |
| 9648 Gotouhideo        | 30 ottobre 1995        |                        |
| (12844) 1997 JE10      | 9 maggio 1997          |                        |
| (14931) 1994 WR3       | 27 novembre 1994       |                        |
| (18489) 1996 BV2       | 26 gennaio 1996        |                        |
| (21810) 1999 TK19      | 9 ottobre 1999         |                        |
| (22904) 1999 TL19      | 9 ottobre 1999         |                        |
| (22976) 1999 VY23      | 13 novembre 1999       |                        |
| (24756) 1992 VF        | 2 novembre 1992        |                        |
| (25296) 1998 WD20      | 26 novembre 1998       |                        |
| (27182) 1999 CL3       | 8 febbraio 1999        |                        |
| (35254) 1996 BW2       | 26 gennaio 1996        |                        |
| (44487) 1998 WC20      | 26 novembre 1998       |                        |
| (49442) 1998 YD7       | 20 dicembre 1998       |                        |
| (49497) 1999 CM3       | 8 febbraio 1999        |                        |
| (49707) 1999 VZ23      | 13 novembre 1999       |                        |
| (56097) 1999 BC12      | 21 gennaio 1999        |                        |
| (59834) 1999 RE37      | 9 settembre 1999       |                        |
| (100327) 1995 QX       | 22 agosto 1995         |                        |

Fumiaki Uto (宇都文昭; ...) è un astronomo giapponese.
Uto ha scoperto più di 20 asteroidi.